# Paola Baldion
Paola Baldión é uma atriz colombiana nascida na França. Ela é conhecida por seu papel principal em Retratos en un mar de mentiras.